# Siderosi
Per siderosi, in campo medico si intende la deposizione di ferro nel tessuto.
Se il termine viene utilizzato senza un'ulteriore qualificazione, ci si riferisce generalmente a una malattia ambientale del polmone. Spesso è considerata una malattia professionale in quanto è più frequente in coloro che sono esposti al ferro come durante le saldature, nelle fonderie e nelle miniere di ferro.
La sua presentazione fisiopatologica è simile all'asbestosi.